# Шапки (Ленинградская область)
Ша́пки (фин. Hattula) — посёлок в Тосненском районе Ленинградской области. Административный центр Шапкинского сельского поселения.

## Название
Посёлок получил своё название от Шапкинских высот — больших (высота до 89 м над уровнем моря) песчаных холмов, напоминающих по своей форме шапки.

## История
Шапки, как название местности и селения, впервые упоминаются в «Переписной окладной книге Водской пятины» 1500 года. Шапкинская волость числилась в Ярвосельском погосте.
В XV—XVI веках существовал так называемый Шапецкий ям на Ореховой дороге.
На картах шведского периода Ингерманландии не упоминается.
Затем деревня Шапки обозначается на карте Ингерманландии А. Ростовцева 1727 года.
В 1747 году императрица Елизавета Петровна подарила землю для строительства усадьбы Шапки своему духовнику, протоиерею Ф. Я. Дубянскому.
В 1774 году из деревни Сиголово в усадьбу Шапки была перенесена кирха лютеранского прихода Ярвисаари:173.
В 1786 году на средства его сына Я. Ф. Дубянского была построена православная церковь во имя Покрова Пресвятой Богородицы, после чего Шапки приобрели статус села и получили официальное наименование — Покровское.
На карте Санкт-Петербургской губернии 1792 года А. М. Вильбрехта оно обозначено как Шапка.
В 1817 году часть имения купил военный губернатор Санкт-Петербурга А. Д. Балашов.

ПОКРОВСКОЕ (ШАПКИ тож) — село, принадлежит наследникам генерала от инфантерии Александра Балашова, число жителей по ревизии: 82 м. п., 87 ж. п.; В оном:

а) Церковь каменная во имя Покрова Пресвятой Богородицы;

б) Церковь деревянная Евангелическо-Лютеранского прихода;

в) Стеклянный завод. (1838 год)

В 1840-х годах началось строительство новой деревянной приходской церкви:173.
Согласно карте Ф. Ф. Шуберта в 1844 году село Покровское состояло из 29 крестьянских дворов.
В 1846 году в поместье Шапки на холме Хаттула была открыта деревянная кирха во имя Святого Иакова, рассчитанная на 290 мест. Пасторат располагался в деревне на берегу Старостинского озера:173.
На этнографической карте Санкт-Петербургской губернии П. И. Кёппена 1849 года оно упомянуто как село «Kirkonmäki», расположенное в ареале расселения савакотов. В пояснительном тексте к этнографической карте оно записано как село Kirkonmäki (Покровское, Шапки), финское население которого по состоянию на 1848 год составляли савакоты — 6 м. п., 7 ж. п., всего 13 человек, а также сделано примечание:«Это поселение еще существовало в конце 1846 года. Но в 1849 его уже не было. Жители прицерковных домов (кистер и др.) были переселены на территорию старого пастората Мотсино (Mohtsina)».

ПОКРОВСКОЕ — село господина Балашева, по почтовому тракту и по просёлочной дороге, число дворов — 26, число душ — 106 м. п. (1856 год)

Число жителей села по X-ой ревизии 1857 года: 99 м. п., 109 ж. п.

ПОКРОВСКОЕ (ШАПКИ) — деревня владельческая при колодце, число дворов — 34, число жителей: 118 м. п., 111 ж. п.; Церковь православная. Лютеранская кирка. Школа. (1862 год)

Крестьяне шапкинской волости в 1865 году выкупили у помещиков Балашовых землю в общественную собственность. В самом селе Шапки тогда проживало 98 ревизских душ.

По данным того же года лютеранский приход Ярвисаари с центром в Шапках насчитывал 2184 человека.
Согласно подворной переписи 1882 года в селе проживали 49 семей, число жителей: 165 м. п., 158 ж. п.; разряд крестьян — собственники земли.
Кроме русских и финских поселений во второй половине XIX века в окрестностях Шапок стали появляться эстонские хутора. Эстонским переселенцам позволяли арендовать земли вдоль дороги Шапки — Нурма, для разведения молочного скота.
В 1884 году мызу Покровское площадью 18 815 десятин за 156 250 рублей приобрёл купец Фемистокл Иванович Петрококино.

ШАПКИ (ПОКРОВСКОЕ) — село бывшее владельческое, дворов — 48, жителей — 300; Волостное правление (уездный город в 50 верстах), церковь православная, школа, больница, лавка. В ½ версты — церковь лютеранская. В 14 верстах — дегтярный завод. (1885 год)

По данным 1889 года в хозяйстве у Ф. И. Петрококино было 5 лошадей и 5 коров, пашни и покосы сдавались в аренду местным крестьянам и поселенцам. В имении была устроена оранжерея. Хозяйством занимался управляющий.
В 1900 году, согласно «Памятной книжке Санкт-Петербургской губернии», Фемистокл Иванович Петрококино был уже статским советником, а мыза его занимала 19 416 десятин.
В конце XIX — начале XX века Покровское (Шапки) административно относилось к 1-му стану Шлиссельбургского уезда Санкт-Петербургской губернии.
В 1912 году заканчилось строительство железной дороги из Тосно в Шапки. Дорогу построил действительный статский советник Ф. И. Петрококино, владелец имения в Шапках, для разработки песчаного карьера, действующего и сейчас.
В 1917 году объединённый приход Марккова-Ярвисаари насчитывал 5478 человек. Изменение численности населения прихода Марккова-Ярвисаари с 1842 по 1917 год:102:
С 1917 по 1923 год село Шапки входило в состав Шапкинского сельсовета Шапкинской волости Шлиссельбургского уезда.
С 1923 года в Лезьенской волости Ленинградского уезда.
Согласно данным переписи населения СССР 1926 года в селе Шапки (Покровское)  проживали 544 человека, большинство русские, а также финны.
С февраля 1927 года в Ульяновской волости. С августа 1927 года в Колпинском районе.
С 1930 года в Тосненском районе.

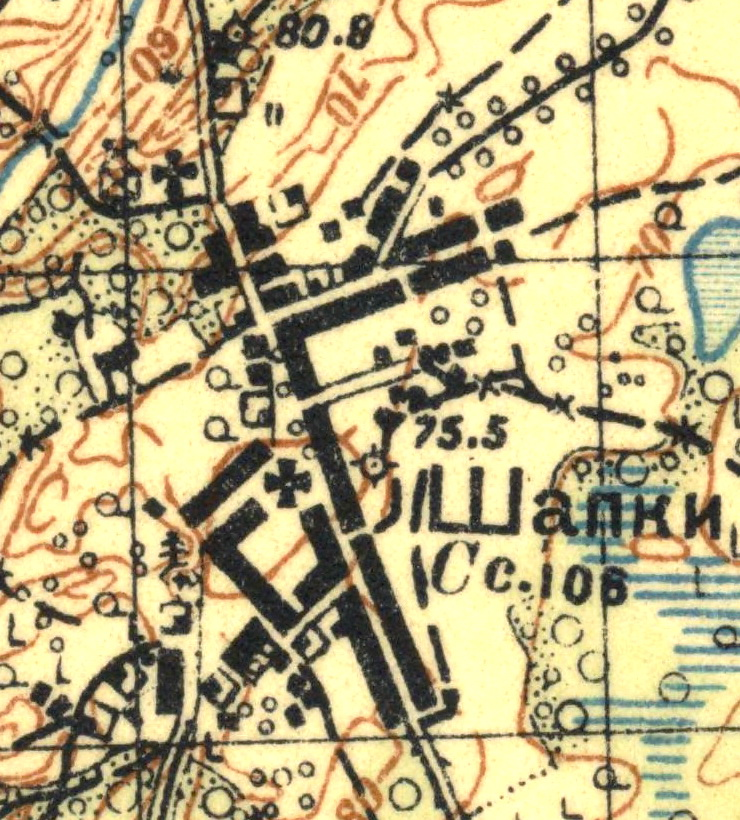
План села Шапки. 1931 год

Согласно топографической карте 1931 года село насчитывало 106 дворов, в селе была почта, две церкви и сельсовет.
По данным 1933 года село Шапки являлось административным центром Шапкинского сельсовета Тосненского района, в который входили 8 населённых пунктов: деревни Белово, Белоголово, Ергуново, Карьер-Шапки, Надино, Сиголово, Староселье и само село Шапки, общей численностью населения 1532 человека.
По данным 1936 года в состав Шапкинского сельсовета входили 8 населённых пунктов, 387 хозяйств и 7 колхозов.
В 1938 году кирха была закрыта, здание сгорело во время войны.
До начала Великой Отечественной войны в селе проживало финское население.
Село было освобождено от немецко-фашистских оккупантов 22 января 1944 года.
В 1958 году население села Шапки составляло 668 человек.
По данным 1966 года в Шапкинском сельсовете находились смежные село и деревня Шапки.
По данным 1973 года в Шапкинском сельсовете находился только посёлок Шапки, его административный центр.
По данным 1990 года в посёлке Шапки проживали 644 человека. Посёлок являлся административным центром Шапкинского сельсовета в который входили 10 населённых пунктов: деревни Белоголово, Горки, Ерзуново, Жоржино, Надино, Нечеперть, Нурма, Сиголово, Староселье; посёлок Шапки, общей численностью населения 3838 человек.
В 1997 году в посёлке Шапки Шапкинской волости проживали 503 человека, в 2002 году — 549 человек (русские — 97 %).
С 1998 года близ Шапок на берегу Нестеровского озера татарская и башкирская общины Тосненского района проводят ежегодный праздник сабантуй.
В 2007 году население посёлка Шапки Шапкинского СП составляли 454 человека.

## География
Посёлок расположен в северо-восточной части района на автодороге 41А-004 (Павлово — Мга — Луга) в месте примыкания к ней автодороги 41А-003 (Кемполово — Выра — Шапки).
Расстояние до районного центра — 22 км.
Расстояние до ближайшей железнодорожной станции Шапки — 1,5 км.

## Демография
| 1862 | 2007 | 2010 | 2017 |
| ---- | ---- | ---- | ---- |
| 229  | ↗454 | ↘407 | ↗476 |

## Транспорт
Автобус № 330 (Тосно — Надино).
Проходят автодороги 41А-003 (Кемполово — Выра — Шапки) и 41А-004 (Павлово — Мга — Луга).
Железнодорожная станция Шапки является конечным пунктом тупиковой однопутной ветки начинающейся от станции Тосно. Электрички от Шапок курсируют до Тосно и Петербурга дважды в день.

## Фото

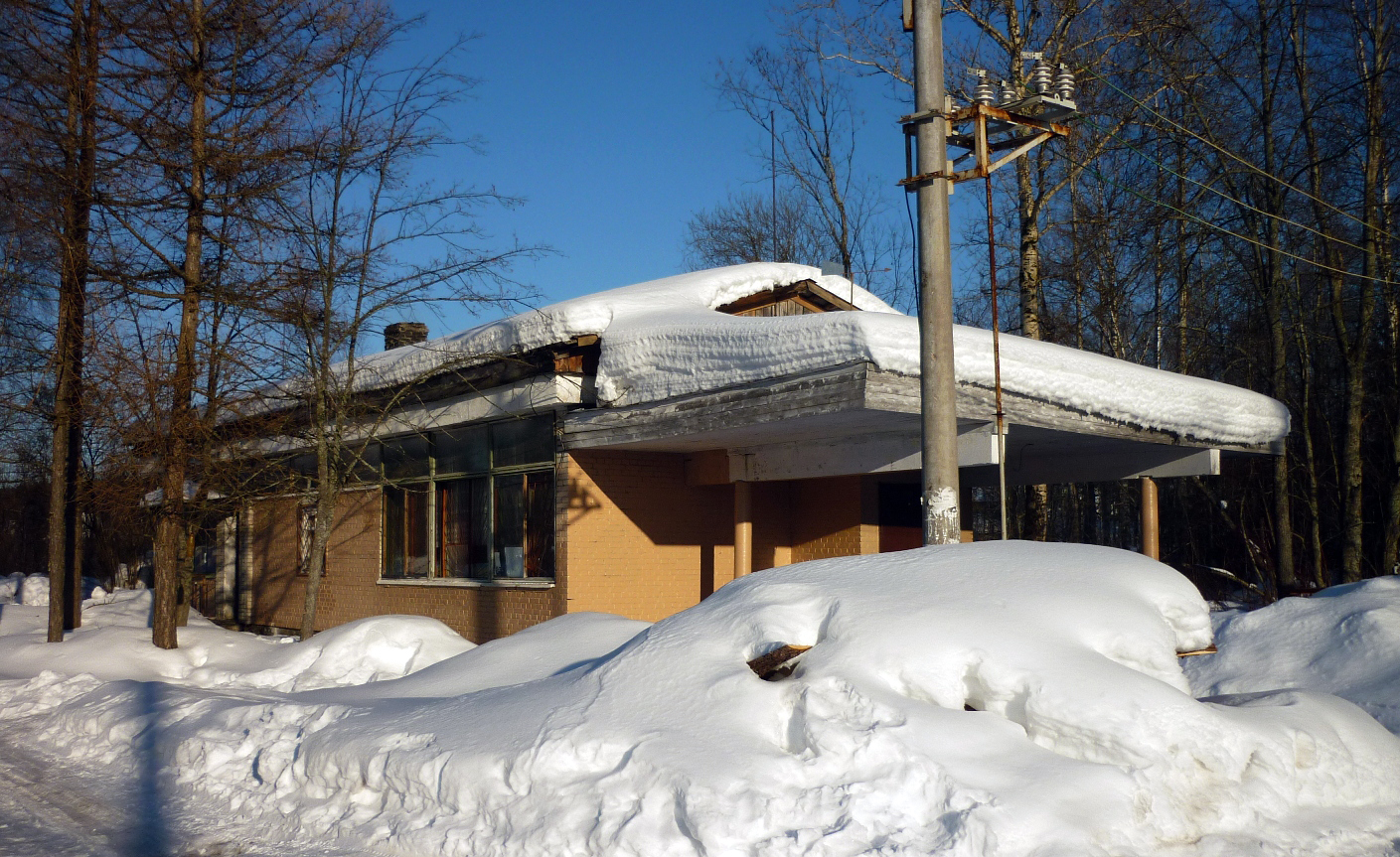
Вокзал станции Шапки
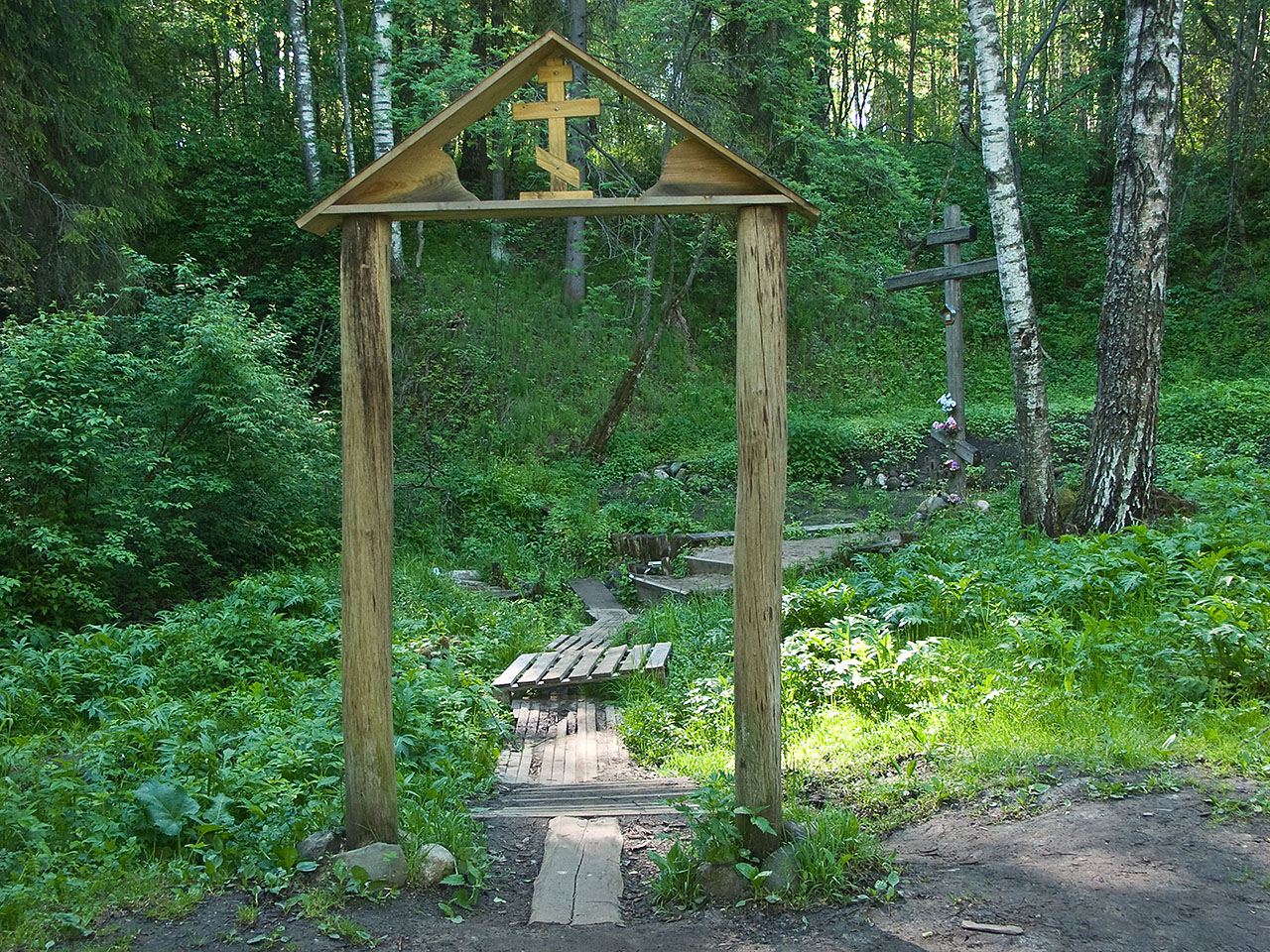
Родник
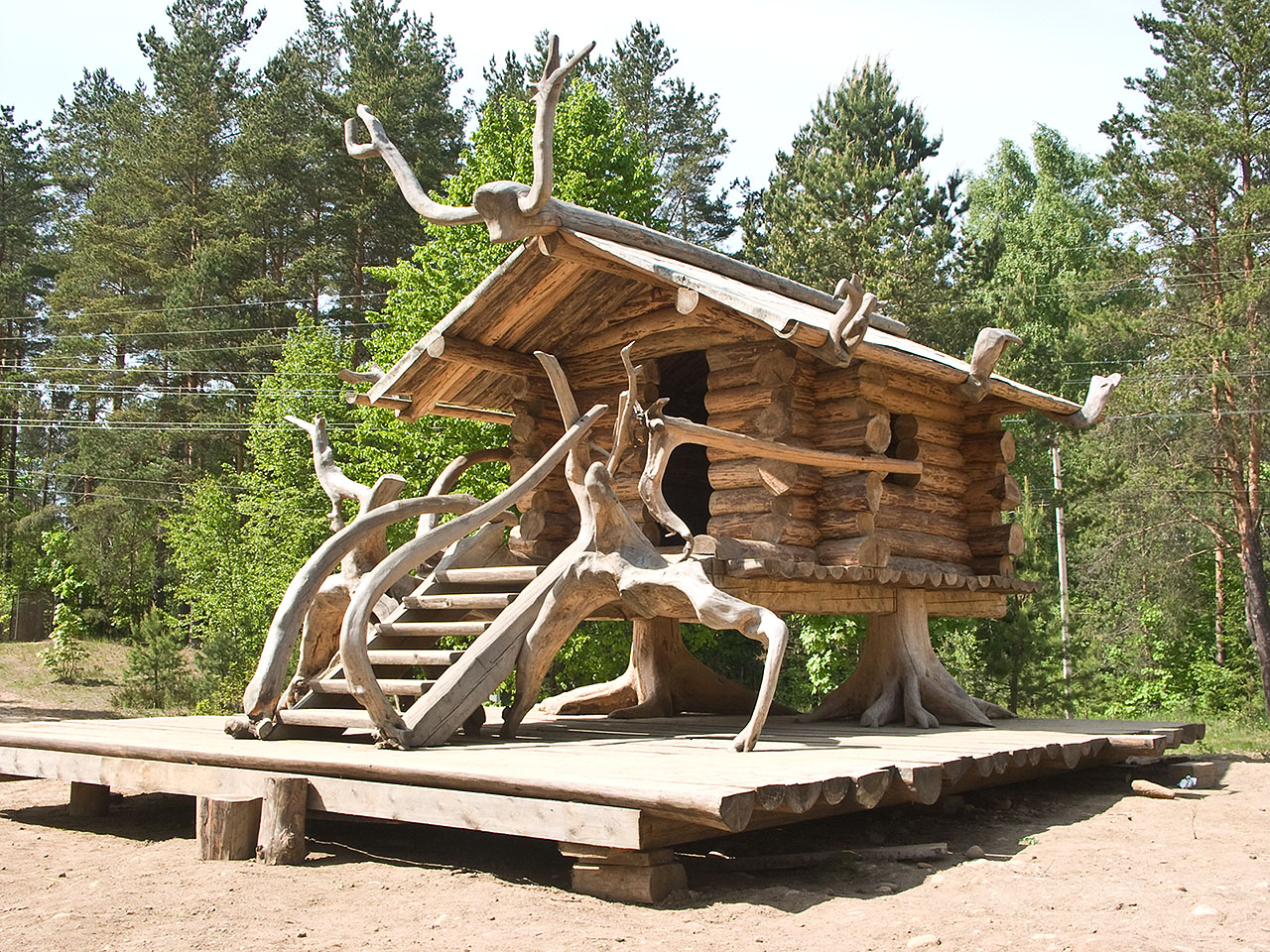
Избушка

## Улицы
1-й Покровский переулок, 2-й Покровский переулок, Александровский проезд, Базовый проезд, Балашевский парк, Боровая, Вериговская, Вериговский 1-й проезд, Вериговский 2-й проезд, Вериговский 3-й проезд, Вериговский 4-й проезд, Верхняя, Весёлая, Вишнёвая, Воскресенская, Дачная, Железнодорожная, Железнодорожный переулок, Железнодорожный проезд, Железнодорожный тупик, Зелёная, Калиновая, Кленовая, Ключевая, Колхозная, Кольцевая, Крайняя, Лесная, Лесной переулок, М. Кротова, Межевая, Молодёжная, Морской переулок, Н. Куковеровой, Нагорная, Нестеровская, Нижняя, Новая, Овражная, Озёрная, Озёрный переулок, Ольгин переулок, Ольховая, Осиновая, Парковая, Песочная, Покровская, Полевая, Речная, Садовая, Светлый переулок, Северная, Советская, Сосновая, Сосновый переулок, Средняя, Старосельский проезд, Стрелковская, Татьянин переулок, Тихий переулок, Угловая, Хвойная, Царицынская, Школьная, Школьный переулок, Юбилейная.